# Malka Vereja
Malka Vereja (bulgariska: Малка Верея) är ett distrikt i Bulgarien.   Det ligger i kommunen Obsjtina Stara Zagora och regionen Stara Zagora, i den centrala delen av landet, 190 km öster om huvudstaden Sofia.
Trakten runt Malka Vereja består till största delen av jordbruksmark. Runt Malka Vereja är det ganska tätbefolkat, med 155 invånare per kvadratkilometer.